# Sigmund Aschenbach
Sigmund Aschenbach (beim Film), auch Siegmund Aschenbach (am Theater), (geboren am 26. Juni 1866 als Sigismund Asch in Posen, Königreich Preußen; gestorben am 19. August 1936 in Berlin) war ein deutscher Schauspieler bei Bühne und Stummfilm.

## Leben und Wirken

### Am Theater
Über Ausbildung und die frühen Jahre Aschenbachs, der nahezu ausschließlich in Berlin gewirkt haben dürfte, ist derzeit nichts bekannt. Sein erstes nachweisbares Festengagement führte ihn 1897/1898 an das von Otto Brahm geleitete Deutsche Theater. In seiner Anfangszeit trat er mal als Siegmund, aber auch als Sigismund Aschenbach auf die Bühnenbretter. In der Spielzeit 1899/1900 wirkte er am Neuen Theater am Schiffbauer Damm, ein weiteres Festengagement führte ihn in der Spielzeit 1903/04 an das Lessing-Theater, ebenfalls in Berlin. Zwei Spielzeiten darauf holte ihn Ferdinand Bonn an das von ihm geleitete Berliner Theater, wo er bis 1907 blieb. In diesem Jahr wechselte der gebürtige Posener an das Residenztheater der Hauptstadt. Dort blieb er bis in die frühen 1910er Jahre hinein. Anschließend band er sich bis in den Ersten Weltkrieg hinein (Ausnahme: Berlins Trianon-Theater, Spielzeit 1917/18) kaum mehr fest an ein Haus.

### Beim Stummfilm
Beim Film seit 1915 nur sieben Jahre lang tätig, spielte Aschenbach zumeist soignierte Honoratioren und andere angesehene Vertreter des Bürgertums wie einen Musikprofessor (in Ullas Weg), zwei Grafen (einen in Frauen, die der Abgrund verschlingt und einen in Kaschemmengräfin), einen Präsidenten (in Im Banne des Bösen), einen Baron (in Die Geheimnisse des Zirkus Barré), einen Arzt (in Nacht und Morgen), einen Kommerzienrat (in Hans im Glück) und den titelgebenden Organisten (in Die Tochter des Organisten). Allerdings ist keiner dieser Filme filmhistorisch von Bedeutung. Danach zog sich der Künstler weitgehend ins Privatleben zurück. 

### Privates
Sigmund Aschenbach, dessen Tochter Kitty Aschenbach den Beruf des Vaters erwählt hatte, starb kurz nach der Vollendung seines 70. Geburtstags im Jüdischen Krankenhaus von Berlin Er war von 1893 bis zur Scheidung 1934 mit der Modistin Amalie Aschenbach, geb. Graetz, verheiratet.

## Filmografie
- 1915: Als die Sabbathlichter erloschen
- 1915: Hut Nummer EW zweitausendsechs V
- 1916: Gaugräfin Fifi
- 1916: Das letzte Spiel
- 1916: Nacht und Morgen
- 1916: Schloß und Hütte
- 1916: Ullas Weg
- 1916: Im Banne des Bösen
- 1916: Unter heißer Zone
- 1916: Es hat nicht sollen sein
- 1916: Ostpreußen und sein Hindenburg
- 1917: Und stets kam was dazwischen
- 1917: Die Diamantenstiftung
- 1917: Der Erdstrommotor
- 1918: Irrwege der Liebe
- 1918: Ein Lied von Haß und Liebe
- 1918: Die Tochter  des Senators
- 1918: Frauen, die der Abgrund verschlingt
- 1919: Die törichte Jungfrau
- 1919: Gepeitscht
- 1919: Charly Bill
- 1919: Piccolo-Liebchen
- 1919: Die Erbschaft von New York
- 1919: Das Geheimnis des Fabrikanten Henderson
- 1920: Die Geheimnisse des Zirkus Barré
- 1920: Die Tochter des Organisten
- 1920: Tod aus dem Osten
- 1921: Hans im Glück
- 1922: Kaschemmengräfin
- 1922: Wenn Männer richten